# Isabel García i Canet
Isabel Garcia Canet (Pego, 1981) és una poetessa valenciana.
Llicenciada en Filologia Catalana per la Universitat de València, la seva tasca literària l'ha desenvolupat dins el gènere de la poesia. Així, ha escrit diversos poemes i poemaris com Pell de serp (Viena Edicions, 2003) –finalista en el XXVII Premi de Haikus Joan Teixidor de la ciutat d'Olot–; Claustre (3i4, 2007) –guardons en el XXVI Premi Senyoriu d'Ausiàs March de Beniarjó i, en la modalitat de poesia al País Valencià, el VIII Premi de la Crítica dels Escriptors Valencians (AELC)–,  L'os de la música (Bromera, 2011) –guanyador del XII Premi de Poesia Vicent Andrés Estellés de Burjassot el 2010- o Els Afores (3i4, 2025) guardonat amb el Premi Octubre de poesia 2024. Tanmateix, els seus poemes han estat inclosos a antologies com Eròtiques i despentinades (Arola Editors, 2008); Pedra foguera. Antologia de poesia jove dels Països Catalans (Documenta Balear, 2008), For sale o 50 veus de la terra (Edicions 96, 2010), i han estat traduïts a nombrosos idiomes com l'anglès, francès, l'italià, portuguès, castellà i noruec.
Col·labora habitualment a la revista literària Caràcters, en diversos recitals de poesia i també ha treballat en el disc de Rafa Xambó, Andanes.

## Obres
- Llibre de Poemes Els afores, Premi Octubre - Vicent Andrés Estellés de Poesia 2024; Editorial 3i4 (2025)
- Llibre de Poemes L'os de la música, XVII Premi Vicent Andrés de Burjassot; Editorial Bromera (2010).[2](Isabel Garcia-Canet és la primera jove i dona que ha guanyat aquest premi).
- Poemari Claustre, ed. Tres i Quatre (2007)[3]
- Recull de Haikus Pell de serp, Viena edicions (2003)[3]

- Espectacles i col·laboracions -textos i rapsòdia-veu i música:
  - Poemes i cançons (2008) espectacle en companyia del músic Rafa Xambó

- Poemes musicats: 
  - Poema Ancorada de Claustre, en Andanes de Rafa Xambó.
  - Poema L'os de la música del llibre amb el mateix títol, en Nipenthí (2013) del grup Krama

## Premis
- 2024 Premi Octubre - Vicent Andrés Estellés de poesia, per Els Afores
- 2020: Premi Ciutat de Torrent en la categoria de poesia, per La llum del buit[4]
- 2010: XII premi Vicent Andrés Estellés de Burjassot de poesia[2]
- 2008: XVIII Premis de la Crítica dels Escriptors Valencians[3]
- 2006: XXVI premi Senyoriu d'Ausiàs March de Beniarjó[3]
- 2003: XXVII Premi de Haikus Joan Teixidor de la ciutat d'Olot[3]